# 1993 في أوكرانيا
فيما يلي قوائم الأحداث التي وقعت خلال عام 1993 في أوكرانيا.

## سياسة

### انتهاء فترة المنصب
- 22 سبتمبر – ليونيد كوتشما رئيس وزراء أوكرانيا.

## مواليد

### يناير
- 30 يناير – ماكسيم لوتسينكو

### مارس
- 2 مارس – ماريا ياريمتشوك مغنية أوكرانية.[1]
- 13 مارس – ناتاليا فولوفنيك لاعبة كرة يد أوكرانية.

### يونيو
- 16 يونيو – أليكس لين لاعب كرة سلة أوكراني.
- 27 يونيو – فالينتينا إيفاخنينكو لاعبة كرة مضرب أوكرانية.

### يوليو
- 16 يوليو – ألكسندر إباتوف لاعب شطرنج أوكراني.

### أغسطس
- 24 أغسطس – مارينا زانيفسكا لاعبة كرة مضرب أوكرانية.

## وفيات

### فبراير
- 19 فبراير – الكسندر دافيدوف (مواليد 1912) فيزيائي أوكراني.

### يونيو
- 11 يونيو – البطريرك مستيسلاف (مواليد 1898)

### أغسطس
- 6 أغسطس – بن كلاسن (مواليد 1918) سياسي أمريكي.